# بتریک هیکس
بتریک هیکس (انگلیسی: Beatrice Hicks؛ زاده ۲ ژانویه ۱۹۱۹ - درگذشته ۲۱ اکتبر ۱۹۷۹) یک مهندس اهل ایالات متحده آمریکا بود.